# Sergy (Ain)
Sergy è un comune francese di 2 218 abitanti situato nel dipartimento dell'Ain della regione dell'Alvernia-Rodano-Alpi.

## Società

### Evoluzione demografica
Abitanti censiti

## Economia
Il comune era principalmente agricolo, diventato gradualmente residenziale per l'aumento demografico della regione frontaliera svizzera, gode del polo economico della città di Ginevra e delle sue organizzazioni internazionali. La più vicina e importante: il CERN (Centro Europeo per la Ricerca Nucleare).

## Amministrazione

### Gemellaggi
- Ponzone, dal 2004[senza fonte]